# Tropico 3
Tropico 3 — стратегія в реальному часі, політичний і містобудівний симулятор розроблений болгарською фірмою Haemimont Games і виданий Kalypso Media для Windows та Xbox 360. Гра є сиквелом Tropico. До основних змін можна віднести перехід до тривимірної графіки та наявність повноцінної багатокористувацької гри.
Згідно з сюжетом, гравець очолює невелику острівну державу в Латинській Америці. Дія відбувається в розпал холодної війни, що впливає на хід подій. У грі присутні політична, економічна і містобудівна складові.

## Особливості гри
- Глобальна кампанія, що включає 15 насичених місій;
- Великий вибір секторів економіки, які забезпечують процвітання Тропіко: туризм, нафтова і гірська промисловості, сільське господарство.
- Можливість створювати власні історичні події світового значення, широкий вибір функцій, що дозволяє змінювати хід гри.
- Мультиплеєр, що дозволяє відвідати острови інших гравців.

## Можливості гри
Гравцеві потрібно забезпечити виконання п'яти основних потреб кожного жителя. Це їжа, житло, релігія, розваги і медичне забезпечення. Кожна з цих потреб впливає на рівень достатку населення, і важлива по-різному для кожного жителя. Якщо щастя низьке, то народ може перейти до повстанців. Коли повстанців набирається багато, вони атакують різні об'єкти, в тому числі палац. Підрив палацу означає поразку в грі. Тому в разі низького щастя необхідна велика армія для придушення заколотів. У свою чергу, військові повинні бути задоволені життям, інакше може статися військовий переворот.
Для забезпечення громадян продуктами необхідно будувати ферми з харчовими культурами, наприклад кукурудзою. Технічні культури, наприклад, тютюн, в їжу не годяться. Щоб стати ситим, так само як задовольнити іншу потребу, громадянин повинен прийти на ферму. Якщо побудувати ринок поблизу житла, то їжа буде доставлятися швидше.
Для задоволення потреби в релігії треба побудувати храми. Священиком може стати лише громадянин, який закінчив школу, тому, як правило, перед будівництвом храму треба побудувати школу. Після досягнення чисельності населення 100 осіб релігійна фракція вимагатиме будівлі собору, який надає кращу якість релігії, але в той же час вимагає для своєї роботи випускника коледжу.
Якщо жителям не будувати житло (або їм нічим за нього платити), то вони самостійно будують халупи. Халупи псують красу навколишнього простору, проживання в них знижує щастя жителів і підвищує злочинність. Гарніші будинки (бараки, «хрущовки» та кращі) необхідно утримувати, але можна брати за їх використання ренту (таким чином будинки можуть приносити дохід). Плата за проживання в будинках повинна становити не більше 1/3 (з округленням в меншу сторону) від зарплати. Якщо вона більша, то працівники у них не поселяться. Тому для поселення безробітних, пенсіонерів і студентів у нормальні будинку треба оголосити указ про видачу їм 2/3 середньої зарплати.
Для задоволення потреб у розвагах треба побудувати відповідні будівлі - бар, ресторан, кабаре, кінотеатр. Як правило, працювати в них можуть неосвічені люди.
Потреба в охороні здоров'я так само важлива, як потреба в їжі - не задовольнивши її, громадянин може померти. Для її задоволення треба будувати медичні пункти, в яких можуть працювати тільки жителі з вищою освітою. Втім, якщо зі здоров'ям жителів все зовсім погано, можна запросити гуманітарної допомоги і п'ять років обходитися без медпунктів. Але для цього потрібно посольство.

## Економіка
Основною статтею витрат є зарплата працівників. Дохід можна отримувати з кількох джерел - по-перше, розваги і житло на острові платні. По-друге, певний дохід можна отримати з реклами на радіостанціях та телебаченні. Крім того, левова частина доходу виходить завдяки експорту різних товарів - сировини з ферм і шахт та готової продукції, виробленої на фабриках (де можуть працювати тільки освічені робітники). Важливу статтю доходів складають збори з туристів, як за проживання, так і за різні розваги, які вони відвідують разом з громадянами (але на відміну від громадян, у туристів є ліміт на витрати). Нарешті, якщо є хороші відносини з СРСР або США, а також на готівковому рахунку трохи грошей, ці країни перераховують в казну гуманітарну допомогу.

## Публікації
- http://gamestar.ru/article/1178.html [Архівовано 16 липня 2012 у Wayback Machine.]
- http://www.igromania.ru/articles/102027/Tropico_3.htm [Архівовано 12 вересня 2011 у Wayback Machine.]
- http://gamestar.ru/article/1255.html [Архівовано 14 липня 2012 у Wayback Machine.]
- http://pc.reborn.ru/index.php?contentid=77234 [Архівовано 4 березня 2016 у Wayback Machine.]
- http://www.internetwars.ru/Strategies2/Tropiko3/Tropico3.htm [Архівовано 4 липня 2012 у Wayback Machine.]
- http://game.km.ru/magazin/view.asp?id07045C4876146D2AD3D162AD5FE10CD%5Bнедоступне+посилання+з+червня+2019%5D
- http://stopgame.ru/review/tropico_3/video.html [Архівовано 12 серпня 2012 у Wayback Machine.]